# Posvetovalni referendum o pristopu Republike Slovenije k Organizaciji Severnoatlanske pogodbe (NATO)
Posvetovalni referendum o pristopu Republike Slovenije k Organizaciji Severnoatlanske pogodbe (NATO) je bil izveden 23. marca 2003. Na referendumu so volivci odločali o tem, ali naj Slovenija postane članica zveze NATO. Na isti dan je bil izveden tudi referendum o vstopu v Evropsko unijo (EU). Za vstop v EU je glasovalo 89,61 % volilcev, za vstop v zvezo NATO pa 66,05 % volilcev. Izida obeh referendumov sta bila zavezujoča in neponovljiva.

## Ozadje
Odlok o razpisu posvetovalnega referenduma o pristopu Slovenije k zvezi Nato je državni zbor sprejel z 53 glasovi za in 10 proti. Zagovorniki vstopa v NATO so med drugim trdili, da bi članstvo Sloveniji omogočilo nižje obrambne stroške.

### Javno mnenje
Po podatkih ankete časnika Večer, objavljene 17. junija 2002, bi za vključitev v NATO glasovalo 39 % vprašanih, proti pa 40 %.

## Referendumska kampanja
Vlada je organizirala kampanjo preko urada vlade za informiranje, ki jo je okrepila v času pred referendumom. V sklepnem delu javne razprave je povezala temi obeh referendumov, ki sta potekala na isti dan, v geslo "Doma v Evropi, varni v Natu." Kampanjo pod tem geslom so podprli predsednik republike Janez Drnovšek, Milan Kučan, Janez Stanovnik, predsednik državnega zbora Borut Pahor, vodja največje opozicijske stranke Janez Janša, Andrej Bajuk, France Bučar, Spomenka Hribar, Franc Rode, predsednik vlade Anton Rop, nekateri ministri vlade in drugi. V okviru kampanje se je izvajala izdaja in distribucija publikacij, reklame v tiskanih medijih, na televiziji in radiu, sofinanciranje oddaj, v katerih so sodelovali zagovorniki in nasprotniki in organizacija javnih razprav.

## Kasnejše dogajanje
Leta 2014 ustanovljena stranka Združena levica se je zavzela za izvedbo ponovnega referenduma o članstvu Slovenije v zvezi NATO. Stranka Levica je ob koalicijskih pogajanjih leta 2018 želela v koalicijsko pogodbo vključiti zavezo za razpis takšnega referenduma. Po poročanju Dnevnika je stranka "vstop v koalicijo pogojevala z referendumom za izstop iz Nata". Koalicijskih pogajanj kasneje ni pogojevala s to zahtevo.
V anketi Ninamedije, izvedene med 14. in 16. januarjem 2020 na 700 anketirancih, je članstvo Slovenije v zvezi NATO podpiralo 68,5 %.
Raziskava javnega mnenja, izvedena med 17. aprilom in 18. majem 2023 za zvezo NATO v vseh državah članicah NATO je pokazala, da v Sloveniji (n = 1.000) le 56 % vprašancev meni, da je članstvo v zvezi Nato pomembno za nacionalno varnost - najmanjši delež katerekoli države članice v raziskavi.